# Louis Le Laboureur
 (juin 2019).
Pour les articles homonymes, voir Laboureur.
Louis Le Laboureur est un écrivain et bailli français né en 1615 à Montmorency et mort dans la même ville le 21 juin 1679.

## Famille
- Son père était bailli à Montmorency et lui transmettra sa charge[1].
- Son frère, Jean Le Laboureur (1623-1675), était historien.
- Claude Le Laboureur (vers 1601-après 1682), son oncle ou son cousin[2], était prévôt de l'abbaye de l'Île Barbe à Lyon et collectionneur de livres.

## Biographie
Louis Le Laboureur était un poète dont les poèmes les plus connus sont Les Victoires du duc d'Anguien (1647), Charlemagne (1664) et La Promenade de Saint-Germain (1669).
Écuyer, bailli du duché et pairie de Montmorency, attaché par sa charge au prince de Condé dont il est le conseiller et à la famille de Longueville.
Auteur d'une Lettre du chevalier Georges de Paris, il participe à la Fronde.
En 1650, Le Laboureur assiste aux funérailles de Descartes à Paris et au banquet qui les suit, qui réunit les principaux disciples de Descartes, parmi lesquels Claude Clerselier et Olivier Lefèvre d'Ormesson.
Le Laboureur semble avoir connu de longue date Madeleine de Scudéry. En août 1669, il se trouve à Saint-Germain-en-Laye où, en compagnie notamment de l'écrivain Paul Pellisson, il a l'occasion d'admirer les embellissements récents auxquels le roi a fait procéder, notamment les peintures de Charles Le Brun qui ornent les appartements. Pellisson aurait suggéré à cette occasion à Le Laboureur d'offrir à Madeleine de Scudéry une description de Saint-Germain ; ce sera La Promenade de S. Germain, publiée en 1669.
En janvier 1671, Louis Le Laboureur et son frère Jean se trouvent témoins d'un fait-divers à l'hôtel de Condé.

« Le mardy 13 janvier, MM. Le Laboureur ayant disné avec nous, on vint leur dire sur les trois heures que Mme la Princesse venoit d’estre assassinée dans sa chambre par un de ses valets de pied. M. le bailly de Montmonrency y alla, et dit à son retour que c’estoit un nommé Duval, qui avoit esté son valet, et que M. le Prince avoit chassé de sa maison, lequel estoit entré dans la chambre de Mme la Princesse à l’issue de son disner, et l’ayant trouvée seule luy avoit demandé de l’argent, et elle l’ayant refusé sur ce qu’elle n’en avoit point, il avoit tiré son espée et l’avoit frappée dans le corps. Cette action fust aussytost respandue partout, et trouvée fort extraordinaire. »

— Journal d'[Olivier Lefèvre] d'Ormesson, éd. A. Chéruel, Paris, Imprimerie impériale, 1861, t. II, p. 608-609
En 1675, la Fronde semble bien oubliée : Le Laboureur vit désormais à la cour de Versailles où il a été appelé par le roi pour l'éducation et les études des Princes de Conti. Cette même année, il achète par ailleurs la charge de Trésorier de France à Bordeaux et obtient du prince de Condé le fief de Châteaumont.

## La querelle des inversions
Louis Le Laboureur a joué un rôle important dans la réflexion des grammairiens français sur la langue et défendit en effet la supériorité de la langue française par rapport au latin dans les Avantages de la langue françoise sur la langue latine, publiés en 1667.
Ce texte se présente sous la forme libre d'une lettre où Le Laboureur rapporte sa dispute avec Charles Dupérier. Dans sa seconde édition, en 1669, elle est suivie d'un échange de lettres avec René-François de Sluse qui prend la défense du latin. Cette seconde édition s'ouvre par une dédicace de Samuel Sorbière au duc de Chevreuse, le fils du duc de Luynes.
L'ouvrage de Le Laboureur n'est pas un traité en forme, mais plutôt une conversation et sa réfutation. Le Laboureur y avance une idée que la langue française suit l'ordre naturel de la pensée, contrairement au latin et en déduit que le français est donc une langue plus simple, plus claire, plus efficace et donc supérieure au latin. Cette idée initie la querelle des inversions qui occupera les esprits pendant pratiquement un siècle.

## Œuvres
Littérature
- La Magdelaine pénitente, poëme, Paris, Veuve J. Camusat, 1643.
- Nouveau recueil de diverses poésies, Paris, 1656 (lire en ligne sur Gallica).
- Charlemagne, poëme héroïque, par Louys Le Laboureur, Paris, L. Billaine, 1664 (privilège du 16 avril 1664), rééd. 1666
- La Chambre de Justice de l'amour, Fribourg, 1668, attribué à Louis Le Laboureur.
- La Promenade de S. Germain, à Mademoiselle de Scudéry, Paris, G. de Luyne, 1669 (lire en ligne sur Gallica).
- Les Voyageurs inconnus et autres œuvres curieuses du mesme autheur, tant vers que prose, dédiés à Mrs de l'Académie françoise, A Paris, chez Charles de Sercy, 1655, attribué à Louis Le Laboureur.
- Paraphrase du "Magnificat" appliquée à la Reyne, s.l., s. d. (lire en ligne sur Gallica).

Grammaire
- Les Avantages de la langue françoise sur la langue latine, à Mr de Montmor[ency],... par M. Le Laboureur, Paris, F. Lambert, 1667, rééd. Paris, Guillaume de Luyne, 1669.

Politique et droit
- Les victoires de monseigneur le duc d'Anguyen[13], En trois divers poëmes, Avec une Ode sur la naissance de monseigneur le comte de Dunois, Paris, R. Demain et G. Le Cordier, 1647 (lire en ligne sur Gallica).
- Response au libelle intitulé Bons advis, sur plusieurs mauvais advis, mazarinade, 1650[14].
- Temple d'Astrée, à messire Olivier Le Fèvre d'Ormesson (...) sur la promotion de Mgr de Lamoignon à la dignité de premier président ; poème par Louis Le Laboureur, Paris, A. Chrestien, 1658 (lire en ligne sur Gallica).
- Les Muses en sollicitation, pour maistre Louys Le Laboureur ... deffendeur en requeste civile, contre Robert Broüette, gruyer de la forest de Montmorency, demandeur en requeste civile, s.l., s.d. (BNF 30782725)

Histoire
- Jean Le Laboureur, Les tombeaux des personnes illustres, avec leurs éloges, généalogies, armes et devises, pref. de Louis Le Laboureur[1], Paris, éd. J. Le Bouc, 1642[15].